# Banjar Seminai
Banjar Seminai is een bestuurslaag in het regentschap Siak van de provincie Riau, Indonesië. Banjar Seminai telt 2644 inwoners (volkstelling 2010).